# Komisja Kultury Fizycznej i Turystyki
Komisja Kultury Fizycznej (KFS) – Stała komisja w Sejmie III kadencji. Do zakresu działania Komisji należą sprawy kultury fizycznej, sportu i turystyki.

## Prezydium Komisji
- Tadeusz Tomaszewski (SLD) – przewodniczący
- Józef Bergier (AWS) – zastępca przewodniczącego
- Czesław Fiedorowicz (UW) – zastępca przewodniczącego
- Eugeniusz Kłopotek (PSL) – zastępca przewodniczącego
- Karol Łużniak (AWS) – zastępca przewodniczącego[2]